# Pierre Diot (acteur)
Pour les articles homonymes, voir Diot (homonymie) et Pierre Diot.
Pierre Diot est un acteur et humoriste français, né le 5 mars 1968 à La Garenne-Colombes dans les Hauts-de-Seine.

## Biographie
Après des études au Conservatoire national de Paris, Pierre Diot intègre le théâtre de la Tempête à la Cartoucherie de Vincennes. Il joue Brecht, Shakespeare, Vitrac. Dans les années 1990, Louis-Do de Lencquesaing le met en scène dans Anatole d'Arthur Schnitzler au théâtre de la Bastille. En 1998, Bruno Podalydès, lui offre son premier rôle au cinéma dans Dieu seul me voit. Il présente des sketchs aux Rencontres de la Cartoucherie.
De 2002 à 2005, il tourne avec Bruno Cremer sept épisodes de la série du commissaire Maigret. Il fait la première partie de Marc Jolivet au Casino de Paris et à l'Olympia de Paris.
Après plus d’une trentaine de films et de téléfilms et presque 800 représentations de son one man show Définitivement allumé, en 2011/2012 il fait partie de l'émission d'humour de Laurent Ruquier : On n'demande qu'à en rire en faisant vingt-cinq passages où il se fait connaître du grand public. En 2011, il présente son spectacle 2016- 2066 au théâtre des Feux de la Rampe.

### On n'demande qu'à en rire
Il participe pour la première fois à l'émission On n'demande qu'à en rire, le 17 septembre 2011. Lors de son cinquième passage le 17 octobre 2011 sur le thème Un flic devient voyou, il est buzzé par Laurent Ruquier et Jean Benguigui et reçoit une note de 11/20 de la part du public : il est ainsi éliminé.
Il fait son retour dans l'émission, en direct, le 2 janvier 2012, où il présente un sketch sur le thème Les horodateurs acceptent enfin la carte bancaire. Il obtient une note de 16/20 de la part des téléspectateurs.
Le 26 octobre 2012, son sketch Un buraliste débordé à cause des jeux, vingt-cinquième passage, remporte une note insuffisante de 51/100 : il est donc éliminé une nouvelle fois.
Son record est de 85/100, acquis lors de son second passage.
| 1  | Un ultrariche prêt à payer plus d'impôts                                                                               | 17 septembre 2011 | 66                                   |
| 2  | Les généralistes débordés dans les petites villes                                                                      | 20 septembre 2011 | 85                                   |
| 3  | Rire est bon pour le cœur                                                                                              | 27 septembre 2011 | 74                                   |
| 4  | Foie gras, cassoulet, plats préférés des Français                                                                      | 5 octobre 2011    | 79                                   |
| 5  | Un flic devient voyou                                                                                                  | 15 octobre 2011   | BUZZ (11/20 du public : élimination) |
| 6  | Les horodateurs acceptent enfin la carte bancaire                                                                      | 2 janvier 2012    | 15/20 (Téléspectateurs)              |
| 7  | Pour le droit de vote des étrangers                                                                                    | 17 janvier 2012   | 74                                   |
| 8  | Les 600 ans de Jeanne d'Arc                                                                                            | 25 janvier 2012   | 75                                   |
| 9  | Un soldat américain revient d'Irak                                                                                     | 31 janvier 2012   | 60                                   |
| 10 | Comment éviter la crise                                                                                                | 6 février 2012    | 71                                   |
| 11 | Casse-tête autour de la TVA à 7 % et à 5,5 %                                                                           | 10 février 2012   | 62                                   |
| 12 | Disney autorise désormais la barbe                                                                                     | 23 février 2012   | 62                                   |
| 13 | Polytechniciens, énarques et chômeurs                                                                                  | 26 mars 2012      | 81                                   |
| 14 | Un village contre la construction d'une prison                                                                         | 31 mars 2012      | 63                                   |
| 15 | Le régime Dukan | 25 avril 2012     | 71                                   |
| 16 | Le tir à l'arc devient à la mode (participation de Arnaud Tsamere, Arnaud Cosson et Steeven Demora)                    | 10 mai 2012       | 80                                   |
| 17 | Recrudescence des barbiers (participation de Pascal Rocher)                                                            | 16 juin 2012      | 63                                   |
| 18 | Le braquage d'une bijouterie (participation des Kicékafessa et 4 faux braqueurs : Samuel, Louis, Alexandre et Étienne) | 21 juin 2012      | 67                                   |
| 19 | Visite au Mont Saint-Michel (participation de Arnaud Cosson)                                                           | 25 juillet 2012   | 59 (Repêchage)                       |

| 20 | Tourisme crétin : visiter l'épave du Concordia                  | 3 septembre 2012  | 13/20 (Téléspectateurs) |
| 21 | Les mauvaises surprises des compagnies aériennes low-cost       | 11 septembre 2012 | 77                      |
| 22 | Je fais les vendanges (participation de Florent Peyre et Artus) | 26 septembre 2012 | 57 (Repêchage)          |
| 23 | Un parent d'élève se plaint auprès du prof                      | 8 octobre 2012    | 16/20 (Téléspectateurs) |
| 24 | Je suis un ancien emploi-jeune (participation de Julie Villers) | 18 octobre 2012   | 68                      |
| 25 | Un buraliste débordé à cause des jeux                           | 26 octobre 2012   | 51 (élimination)        |

## Filmographie

### Cinéma

#### Longs métrages
- 1998 : Dieu seul me voit de Bruno Podalydès : Denis Boulet
- 1999 : La Maladie de Sachs  de Michel Deville : l'homme au gel anesthésique
- 2000 : La Parenthèse enchantée de Michel Spinosa : Roland, le leader gauchiste
- 2001 : Sur mes lèvres de Jacques Audiard : Keller
- 2002 : Un monde presque paisible de Michel Deville : le fasciste du café
- 2003 : Bon voyage de Jean-Paul Rappeneau : Maurice, le gardien du studio
- 2005 : Imposture de Patrick Bouchitey : L'inspecteur
- 2005 : Zim and Co. de Pierre Jolivet : le DRH Sport-In
- 2005 : Entre ses mains de Anne Fontaine
- 2007 : Je crois que je l'aime de Pierre Jolivet : Francis
- 2009 : Celle que j'aime de Élie Chouraqui : le psy
- 2009 : Coco avant Chanel de Anne Fontaine : l'acteur théâtre
- 2009 : Bancs publics (Versailles rive droite) de Bruno Podalydès : l'employé strict
- 2009 : La Dame de trèfle de Jérôme Bonnell : le gendarme
- 2012 : Adieu Berthe de Bruno Podalydès : le client de la pharmacie
- 2012 : Superstar de Xavier Giannoli : Morizot
- 2012 : Cloclo de Florent Emilio Siri : le policier
- 2013 : Vive La France de Michaël Youn : le chirurgien[1]
- 2014 : La Ritournelle de Marc Fitoussi : Bruno Massoulier
- 2014 : On a failli être amies de Anne Le Ny : le jogger
- 2015 : Les Souvenirs de Jean-Paul Rouve : le préposé aux transport hôpital
- 2015 : La Vie très privée de Monsieur Sim de Michel Leclerc : Jacques Sim à 45 ans
- 2016 : La Vache de Mohamed Hamidi : le leader du syndical agricole
- 2016 : Rosalie Blum de Julien Rappeneau : le client bar ivre
- 2016 : Tout pour être heureux de Cyril Gelblat (scène coupée)
- 2016 : Radin ! de Fred Cavayé : musicien dans le plâtre
- 2017 : Maryline de Guillaume Gallienne : Bernard
- 2018 : Lola et ses frères de Jean-Paul Rouve : l'homme qui divorce
- 2019 : Fourmi de Julien Rappeneau : Bruno
- 2019 : Hors normes d'Olivier Nakache et Éric Toledano : Marchetti
- 2022 : I Love America de Lisa Azuelos : le producteur

#### Courts métrages
- 2017 : Pétage (court métrage) de Grégory Tudéla : Michel
- 2020 : Dernier Round (court métrage) de Thibault Ritterbeck : Boss

### Télévision

#### Séries télévisées
- 2002-2005 : Maigret
- 2005 : Engrenages
- 2005 : Boulevard du Palais
- 2007 :  Chez Maupassant : L'héritage  de Laurent Heynemann
- 2011 : Platane d'Éric Judor
- 2018 : Marseille de Dan Franck : Laurent Marciano, parti d'extrême droite
- 2020 : Candice Renoir (saison 8, épisode 1), épisode Comme chien et chat : Fabrice Merlet
- 2020 : Scènes de ménages : le professeur d'anglais de Liliane
- Depuis 2021 : Un si grand soleil : Jacques Rabier
- 2021 : Tropiques criminels, (saison 2 épisode 7 : Schoelcher) : le père d'Olivier

#### Téléfilms
- 2007 : Le Pendu de Claire Devers
- 2008 : Seule de Fabrice Cazeneuve
- 2012 : Pour toi, j'ai tué de Laurent Heynemann : un soldat
- 2013 : La Dernière Campagne de Bernard Stora : Franck Louvrier
- 2013 : Les fées du logis de Pascal Forneri : Marius
- 2018 : La Loi de Marion de Stéphane Kappes
- 2018 : Ma mère, le crabe et moi de Yann Samuell
- 2019 : La Maladroite d'Éléonore Faucher

## Théâtre
- 2000 : Détournements de Pierre Diot
- 2003 : Très loin du Pérou de Pierre Diot
- 2005 : Désirs en délire de Pierre Diot à la Cartoucherie de Vincennes
- 2008 : Définitivement allumé de Pierre Diot
- 2009 : 12h34, une comédie de bureau de Loïc Castiau et Jean Pillet, mise en scène de Marc Jolivet
- 2011 : 2016-2066 de Pierre Diot, mise en scène de Dominique Champetier
- 2012 : Le Dindon de Georges Feydeau, mise en scène de Philippe Adrien, en tournée
- 2013 : L'École des femmes de Molière, mise en scène de Philippe Adrien (théâtre de la Tempête à Paris)
- 2025 : Puisqu'il le faut de César Duminil, mise en scène de l'auteur, festival off d'Avignon - Théâtre Essaïon

## Émissions
- 2011-2012 : On n'demande qu'à en rire émission de Laurent Ruquier sur France 2